# Willem Kalf
Willem Kalf (né le 3 novembre 1619 à Rotterdam et mort le 31 juillet 1693   à Amsterdam) est un peintre néerlandais, l'un des plus grands peintres de nature morte du XVIIe siècle, le siècle d'or néerlandais. 
Connu grâce au De groote schouburgh der Nederlantsche konstschilders en schilderessen (Le Grand Théâtre des artistes et peintres néerlandais, 1718–1721) de Arnold Houbraken, qui en dit beaucoup de bien, il est un artiste très apprécié et célébré de son vivant du fait de sa connaissance approfondie de l'art et de sa personnalité affable. Sa renommée repose aujourd'hui principalement sur ses natures mortes, des pronkstilleven, qui présentent les objets les plus exotiques et les plus luxueux, comme sa Nature morte au verre et au bol de porcelaine de 1662, qui est devenu une pièce emblématique de l'art occidental (Gemäldegalerie).

## Biographie
On sait peu de choses sur la vie de Willem Kalf, car il existe peu de documentation sur Kalf lui-même. Ce que l'on sait provient principalement de recherches d'archives, de documents et d'autres sources qui le relient à des époques, des lieux et des personnes spécifiques, mais il n'y a pas d'écrits spécifiques sur lui, à l'exception du recueil de Houbraken et d'un écrit de Gérard de Lairesse.

### Jeunesse
Willem Kalf nait à Rotterdam dans une maison de la Hoogstraat, en 1619,,. Il est baptisé la même année dans l'église Saint-Laurent de Rotterdam. Il est le fils de Machtelt Gerrits et de Jan Jansz. Son père, un riche marchand de draps et membre du conseil de Rotterdam est pris dans un scandale juste avant sa mort en 1625. Willem n'a que six ans au moment du décès de son père. Il reste à Rotterdam avec sa mère et commence à s'intéresser à la peinture à l'âge d'environ 18 ans. Sa mère meurt peu de temps après en 1638. Il quitte alors sa ville natale pour La Haye avant de s'installer à Paris vers 1641.

### Paris
Après son apprentissage aux Pays-Bas, Willem Kalf s'installe à Paris vers 1641, dans le cercle des artistes flamands de Saint-Germain-des-Prés, où il reste vraisemblablement jusqu'à l'automne 1646. Il peint principalement des intérieurs français, de petites cuisines et des granges miteuses, avec de banals ustensiles de cuisines. C'est là que commence la première période de Kalf, généralement appelée sa « période française » ou « période parisienne ». La preuve du séjour de Kalf à Paris a été donnée par Van Gelder, dans un épisode de l'histoire de la vie de l'Anversois Philips Vleugels, écrite par son fils Nicolaas et conservée à la bibliothèque des Beaux-Arts de Paris,.  Nicolaas décrit la première rencontre de Vleugels avec Kalf et divers autres artistes qui vivent dans une maison appelée La Chasse, au bout de la rue du Sépulcre rejoignant la rue du Four. Nicolaas la décrit comme « l'espèce de refuge des peintres de son pays ». Il poursuit : « La plupart de ces peintres qui étaient là étaient habiles ; il y avait Nicasius, Van Boucle, Fouquiers, Calf, etc. »
Ses intérieurs de ferme sont très populaires parmi ses collègues artistes et il est donc souvent copié, pas seulement au XVIIe siècle. Ses intérieurs sont très chers en France jusqu'au XVIIIe siècle. Des peintres comme Nicolas Lancret, Jean Siméon Chardin et François Boucher possèdent ses toiles et en retravaillent même certaines. Par exemple, le tableau de Kalf, Intérieur d'une cuisine rustique (1642-1643), aujourd'hui au musée du Louvre, a été acquis par François Boucher (1703-1770) lors de son voyage aux Pays-Bas en 1766. 
Si Willem Kalf acquiert une grande renommée à Paris, ce n'est pas seulement grâce à l'énorme quantité de scènes de genre qu'il a peintes : alors qu'il travaille à Paris, il développe un nouveau genre de peinture qui va bientôt gagner en popularité, non seulement en France, ses natures mortes.

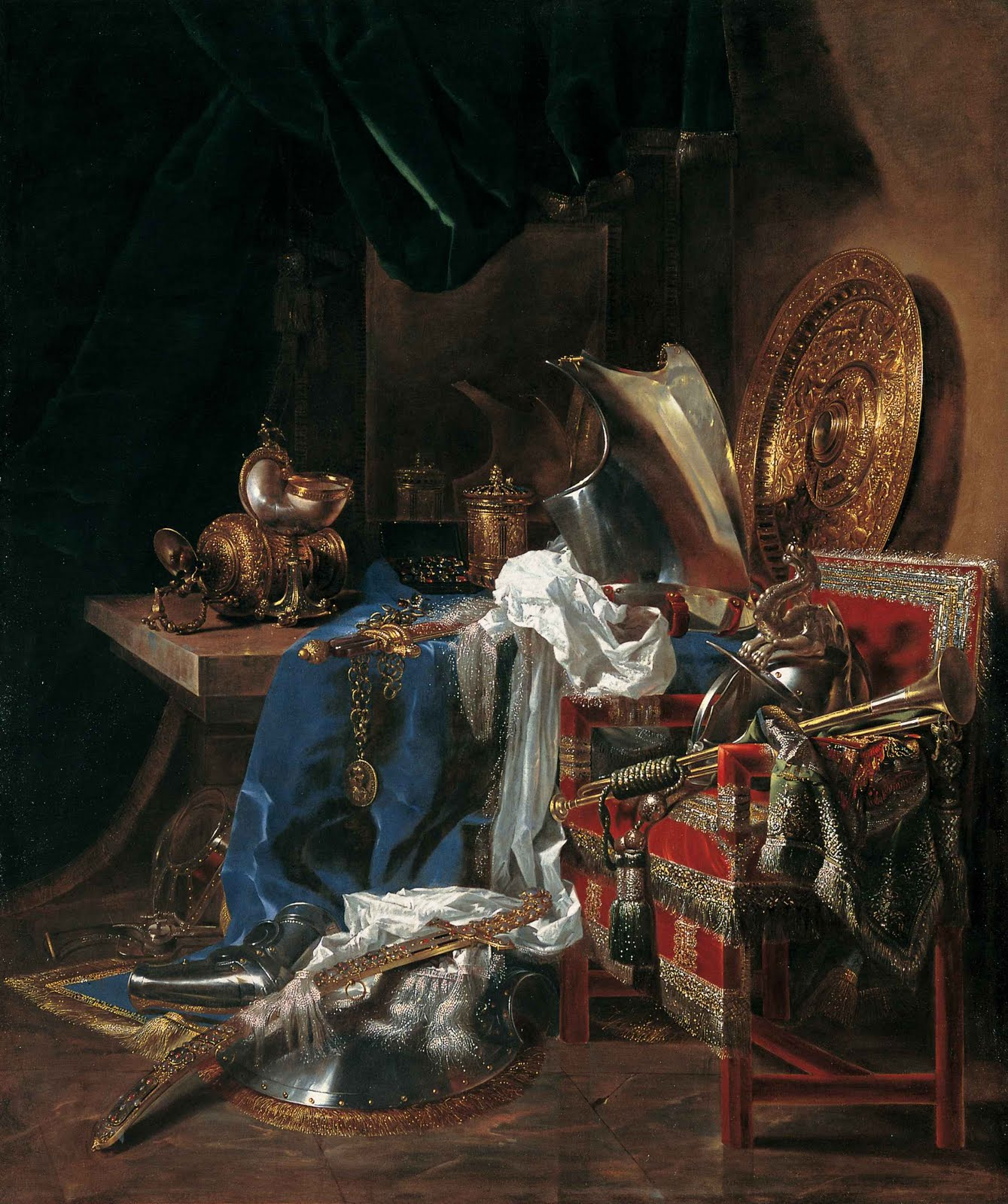
Grande nature morte aux armes et armures (1643-1645) Musée de Tessé, Le Mans
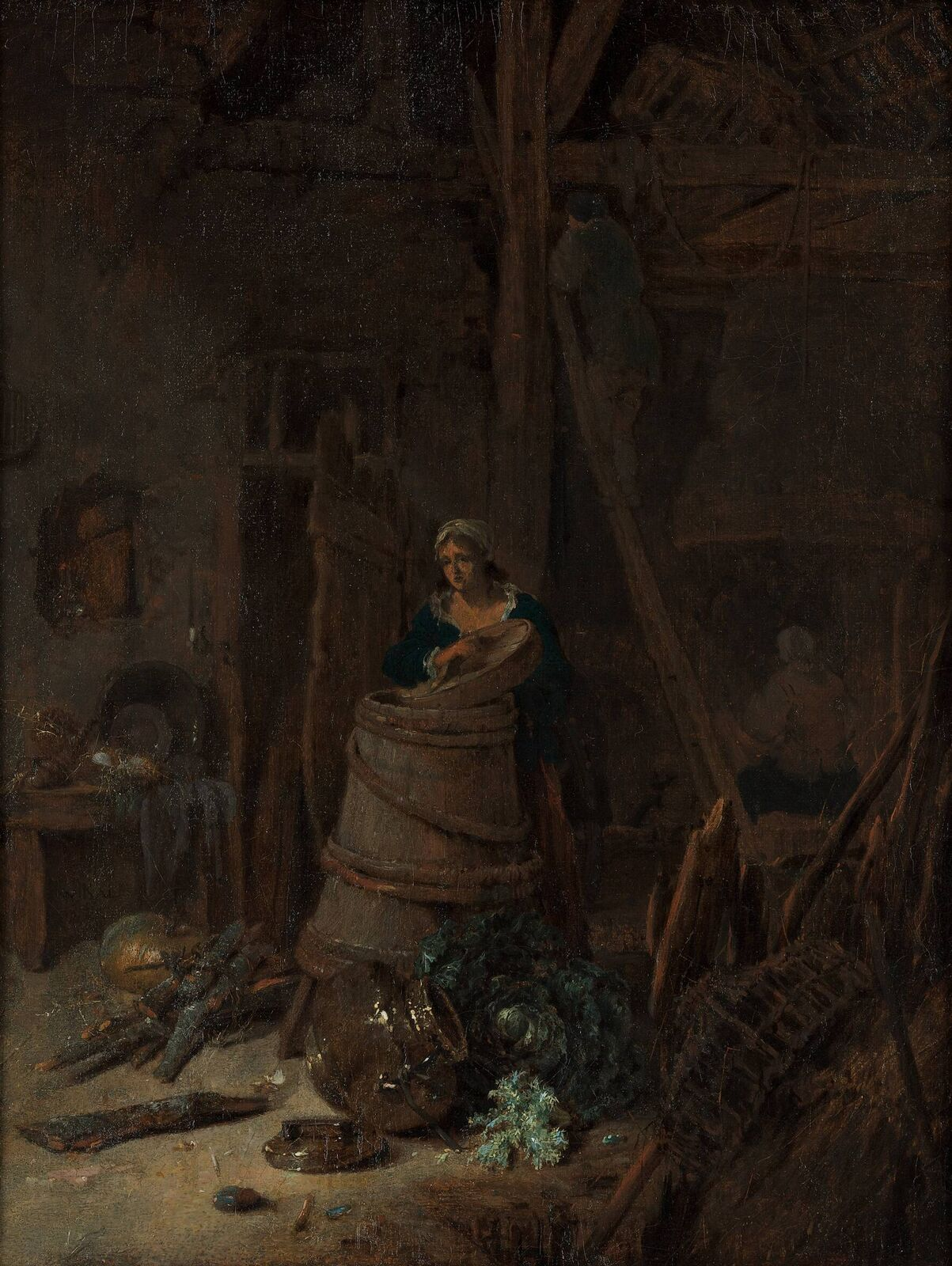
Intérieur d'une ferme avec une femme à la baratte (vers 1645) Musée Boijmans Van Beuningen, Rotterdam
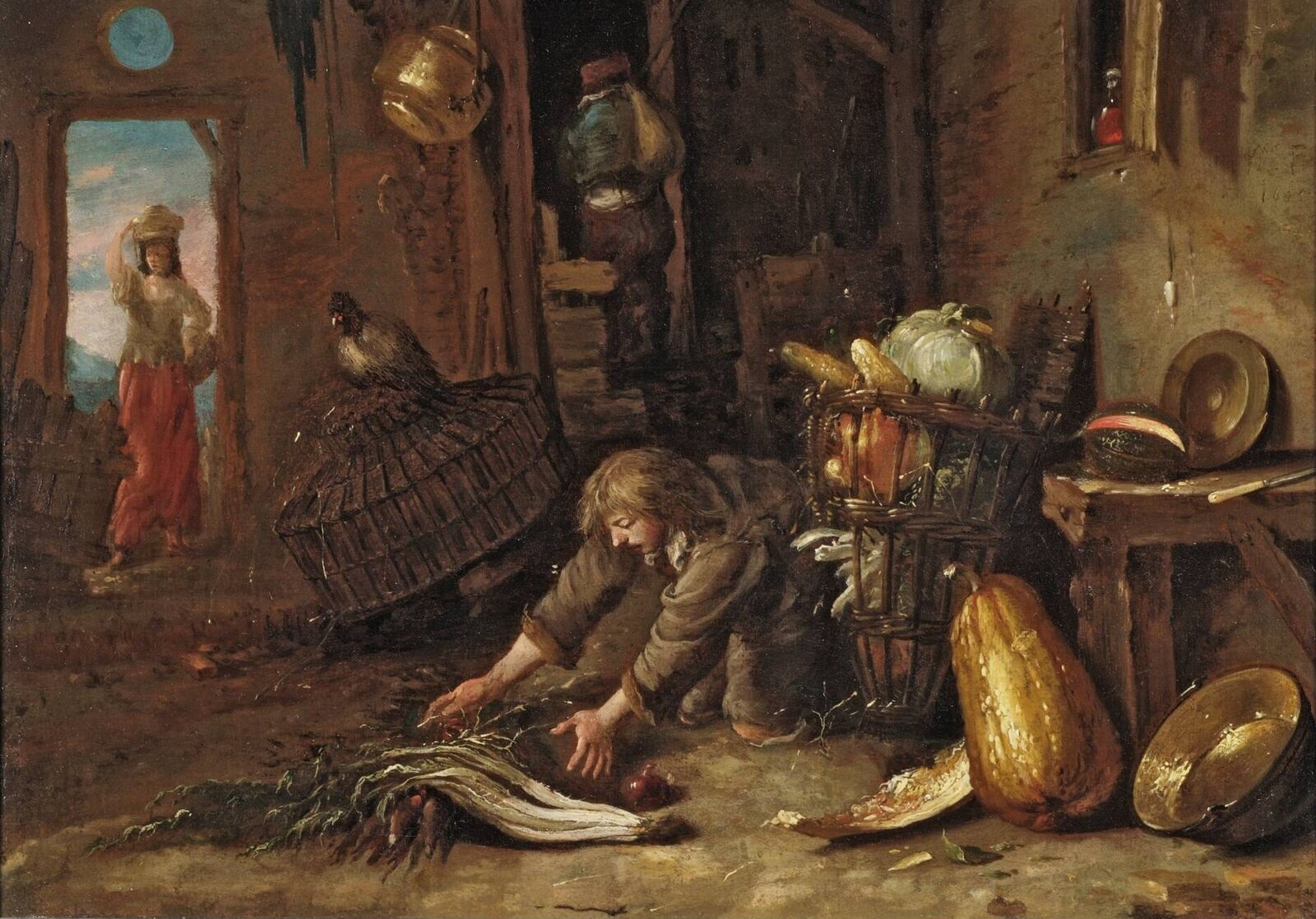
Intérieur d'une ferme avec un homme à genoux (1645) Musée Boijmans Van Beuningen, Rotterdam
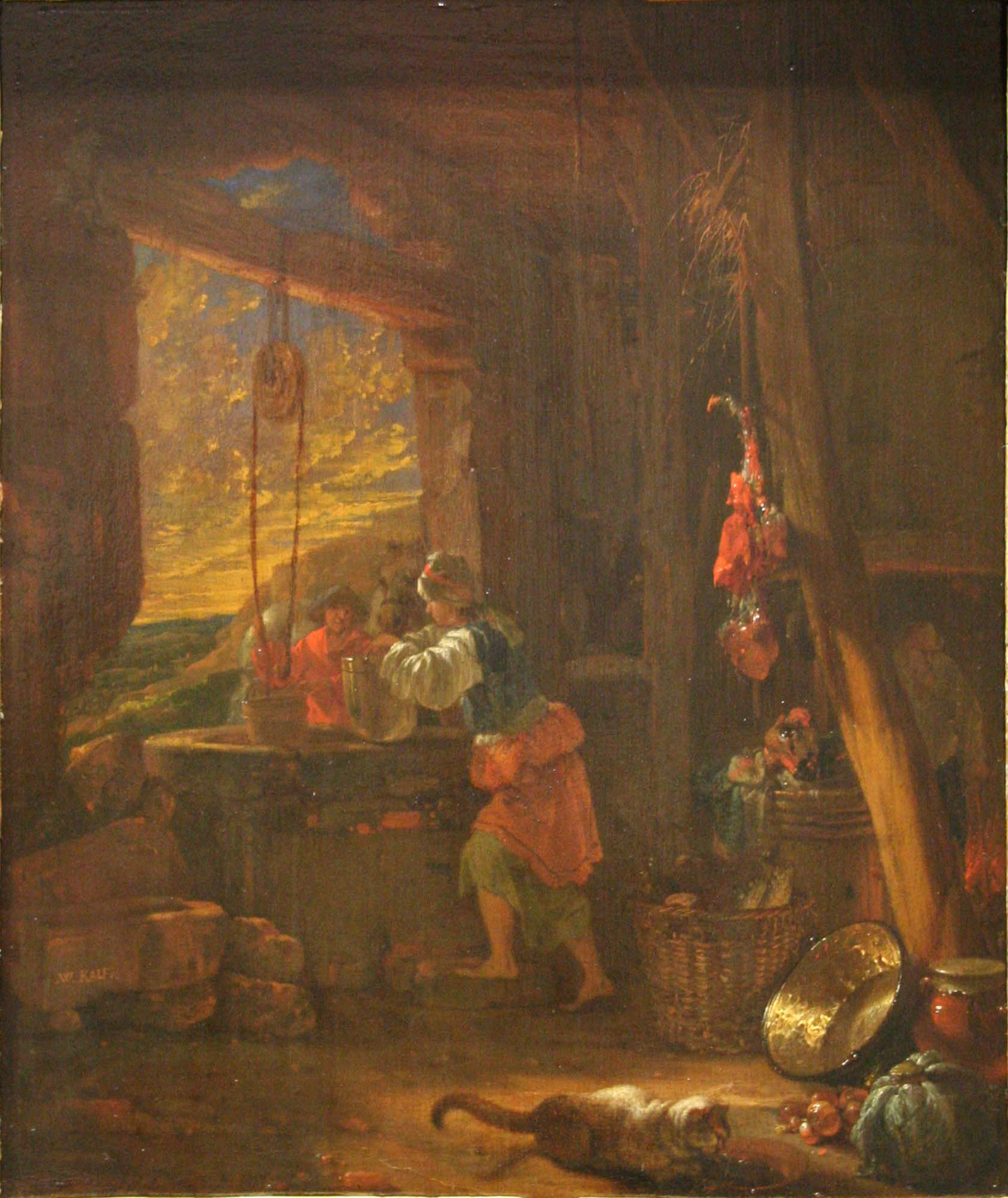
Intérieur de cuisine (1646) Musée Fabre, Montpellier

### Retour aux Pays-Bas
En octobre 1646, Willem Kalf retourne à Rotterdam ; cinq ans plus tard, son nom apparaît dans le livre des mariages de la ville de Hoorn. Le livre indique que le 22 octobre 1651, Willem Janszoon Kalf, jeune compagnon de Rotterdam, et Cornelia Pluvier, jeune fille de Vollenhove, se sont mariés. Le mariage du couple a été célébré par un vers de Joost van den Vondel ; son poème comprend une brève description des natures mortes de Kalf. Cornelia Pluvier est une jeune femme cultivée et de bonne famille, poétesse, calligraphe et graveuse sur verre. Ses talents ont attiré l'attention de Constantijn Huygens, le secrétaire des stathouders, qui possédait l'un de ses römers gravés . 
En dehors de son mariage avec Cornelia, il semble surprenant qu'un peintre tel que Willem Kalf se soit établi à Hoorn car aucun autre collègue connu n'y réside, à part Jacob Waben avec le travail duquel celui de Kalf n'a aucun lien. Après son mariage, Willem van Kalf, avec sa femme, déménage à Amsterdam où ils auront 4 enfants. Il reste à Amsterdam jusqu'à sa mort en 1693.

### Dernières années à Amsterdam

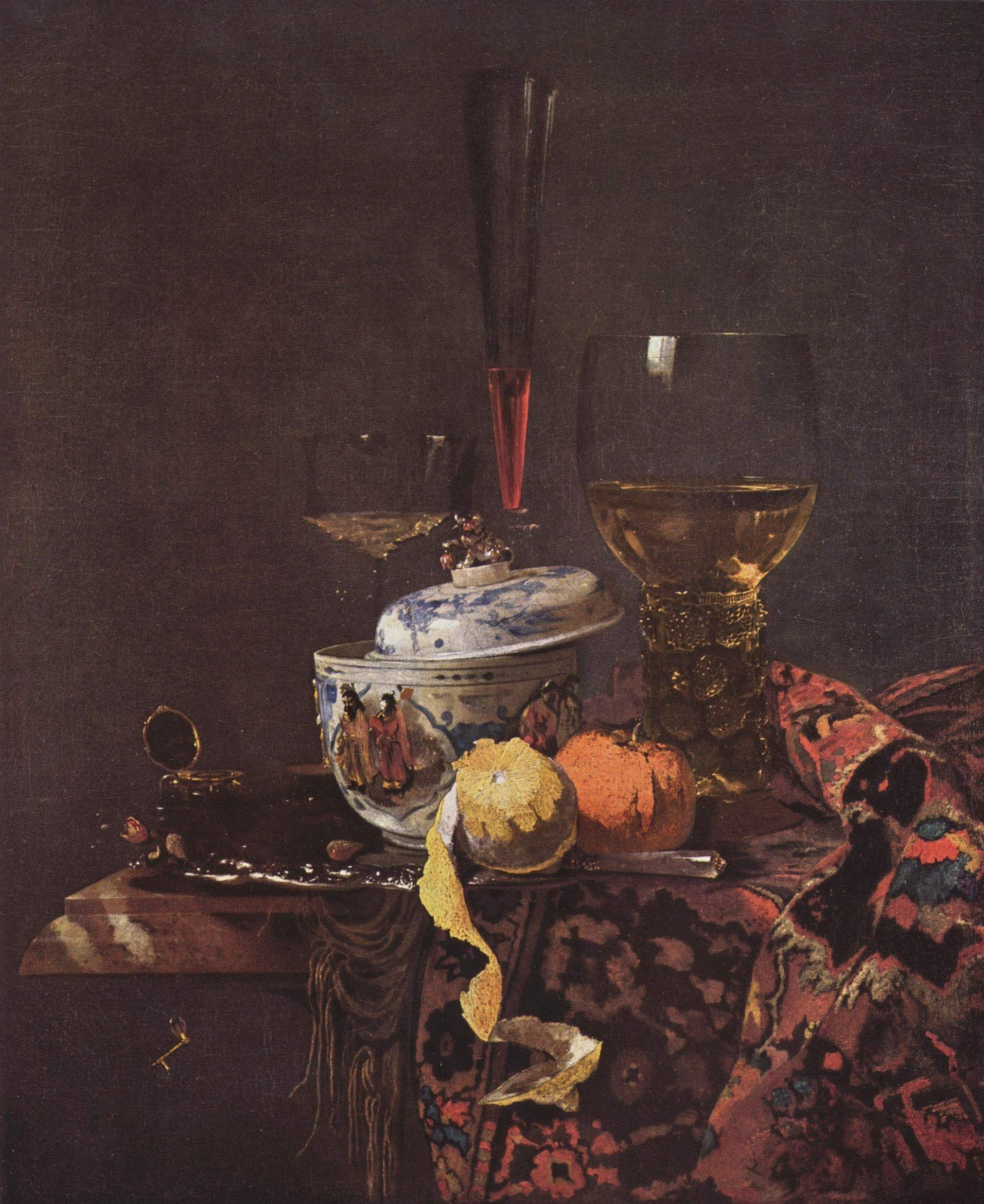
Nature morte au verre et au bol de porcelaine, 1662.

Un document notarié, dans lequel Willem Kalf atteste l'authenticité d'un tableau de Paulus Bril, le localise à Amsterdam en 1653. En 1654, peu de temps après son mariage, il est mentionné comme membre de la guilde de Saint-Luc à Amsterdam.
À l'époque où Willem Kalfs'y installe, Amsterdam est une ville prospère, remplie de peintres, de marchands d'art et d'acheteurs. Il n'est pas étonnant qu'après son arrivée à Amsterdam, il entre en contact avec divers marchands d'art. Cependant, il se familiarisa probablement déjà avec ceux-ci et le commerce de l'art pendant son séjour à Saint Germain-des-Prés. Il y interagit déjà avec des marchands d'art tels que Jean-Michel Picart et Pieter Goetkindt, comme le note Vleuge lors de sa première visite à Paris. C'est Kalf qui, par exemple, a présenté Vleugel à Picart,. Son fils Nicolaas écrit que Kalf emmena Vleugel « chez un homme nommé Picard, également Flamand, qui demeurait là où M. Hérault a depuis été vu habiter, en face du Cheval de bronze. C'était un peintre de fleurs, mais il était plus marchand que peintre, et gardait les jeunes à faire des copies ou à faire d'autres travaux ; car c'était à lui la plupart du temps que nous nous adressions quand nous avions du travail à faire. »,  
Des sources, telles que Houbraken, indiquent que Willem Kalf n'est pas en contact avec ces marchands d'art pour vendre son art. Il existe de nombreux documents décrivant son implication dans l'expertise de la peinture, indiquant qu'il a peut-être appartenu à ces nombreux marchands d'art qui se sont établis à Amsterdam au cours de l'âge d'or néerlandais,. Par exemple, dès 1653, il est l'un des experts à évaluer un tableau de Paul Brit mis en vente par le marchand de Delft Abraham van de Cooge. Un autre exemple est donné par Abraham Bredius, qui mentionne qu'en 1686, avec les peintres Job et Gerrit Berckheyde, Kalf témoigne en tant qu'expert pour un supposé Titien représentant les Matres.  
À Amsterdam, il commence à peindre des natures mortes appelées en hollandais pronkstillevans (« natures mortes d'apparat » ou « ostentatoires »). Il a été suggéré que, comme marchand d'art, il a acquis une large collection d'objets coûteux et exotiques qu'il a ensuite utilisés dans ses natures mortes.  Bien que cela soit maintenant considéré comme le point culminant de sa carrière de peintre, il a très peu peint pendant sa période de maturité. Il a même souvent été suggéré que qu'il ait complètement cessé de peindre après 1680, date de sa dernière nature morte, Nature morte au bol Holbein et à l'aiguière en argent, aujourd'hui conservée au musée du château de Weimar.  
Willem Kalf décède le 31 juillet 1693. Houbraken a écrit que Kalf s'est rendu la veille à une vente aux enchères de tableaux au Heeren Logement et a ensuite rendu visite à son ami Jan Pietersz Zomer, qui était lui-même marchand d'art. Ce dernier raconte au biographie Arnold Houbraken que sur le chemin du retour, Kalf est tombé la tête en avant. Bien que souffrant beaucoup, il a réussi à rentrer chez lui. Il s'est couché pour décéder à dix heures le lendemain.

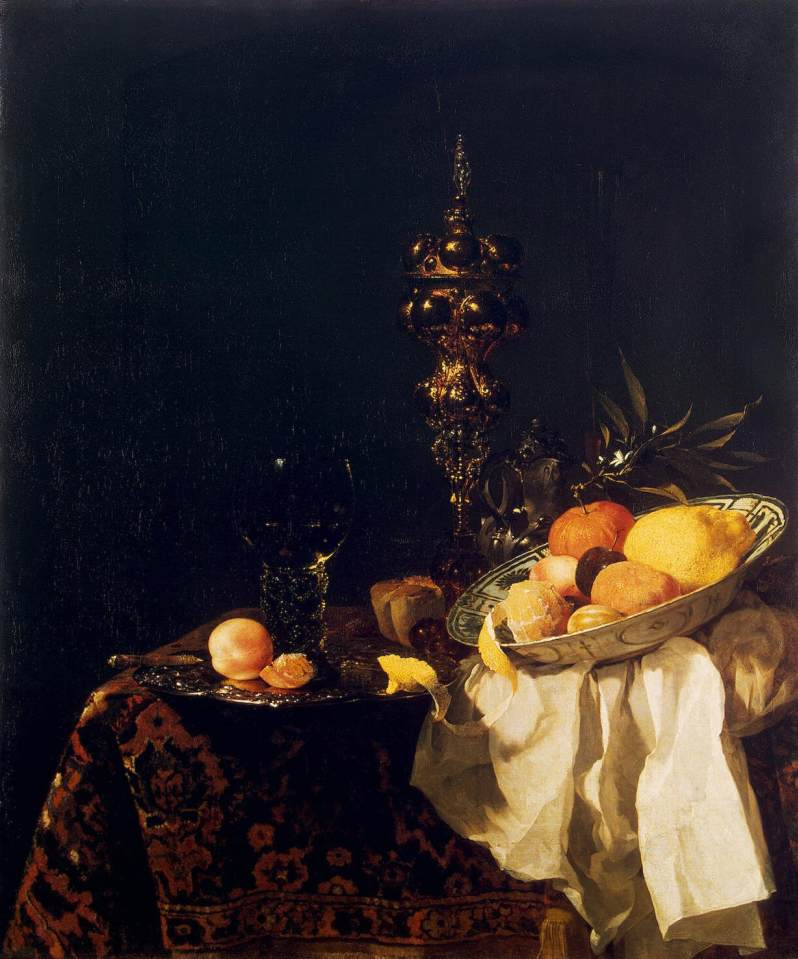
Dessert (1653-1654) Musée de l'Ermitage
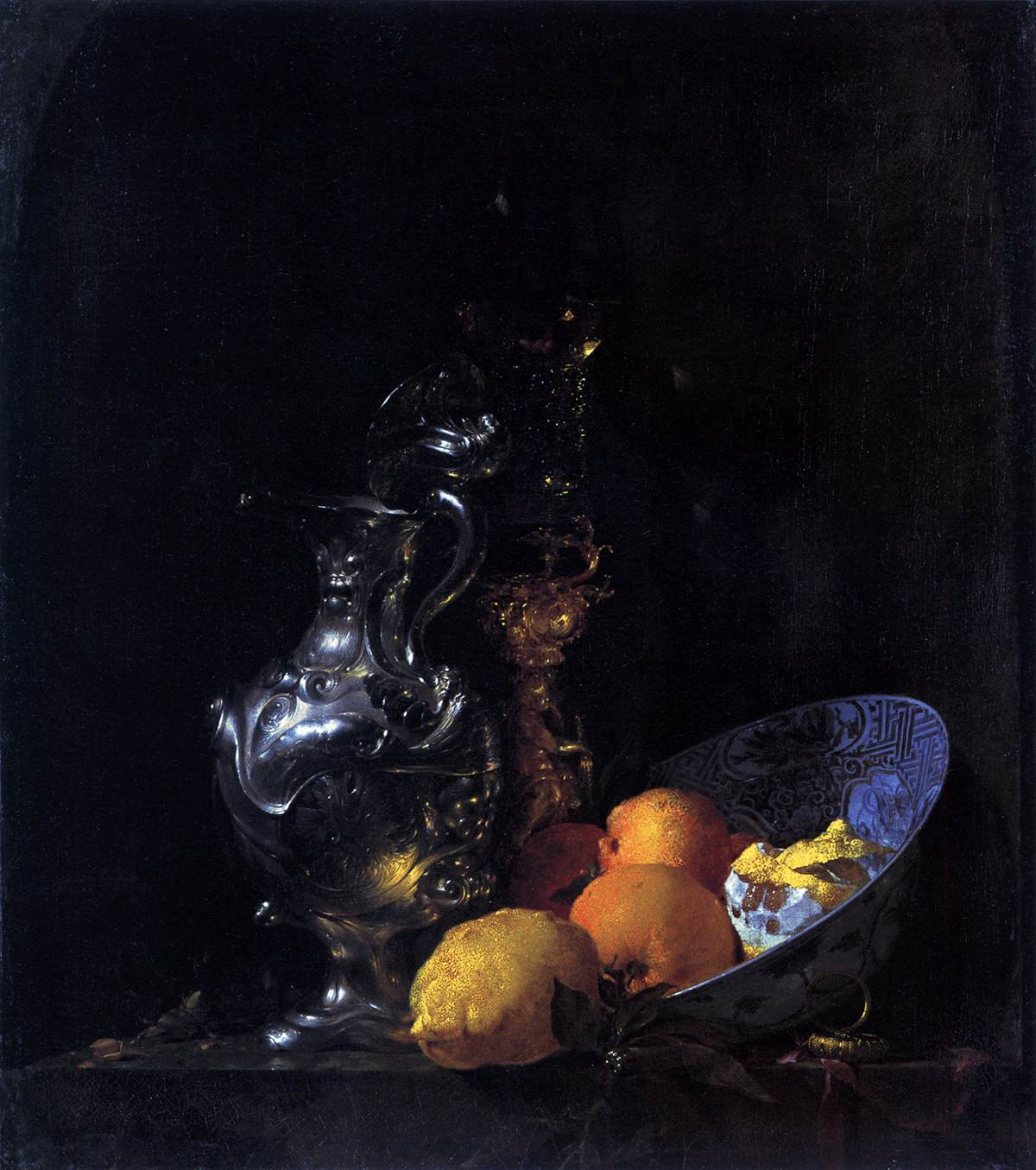
Nature morte à la cruche d'argent (1655-1657) Rijksmuseum, Amsterdam
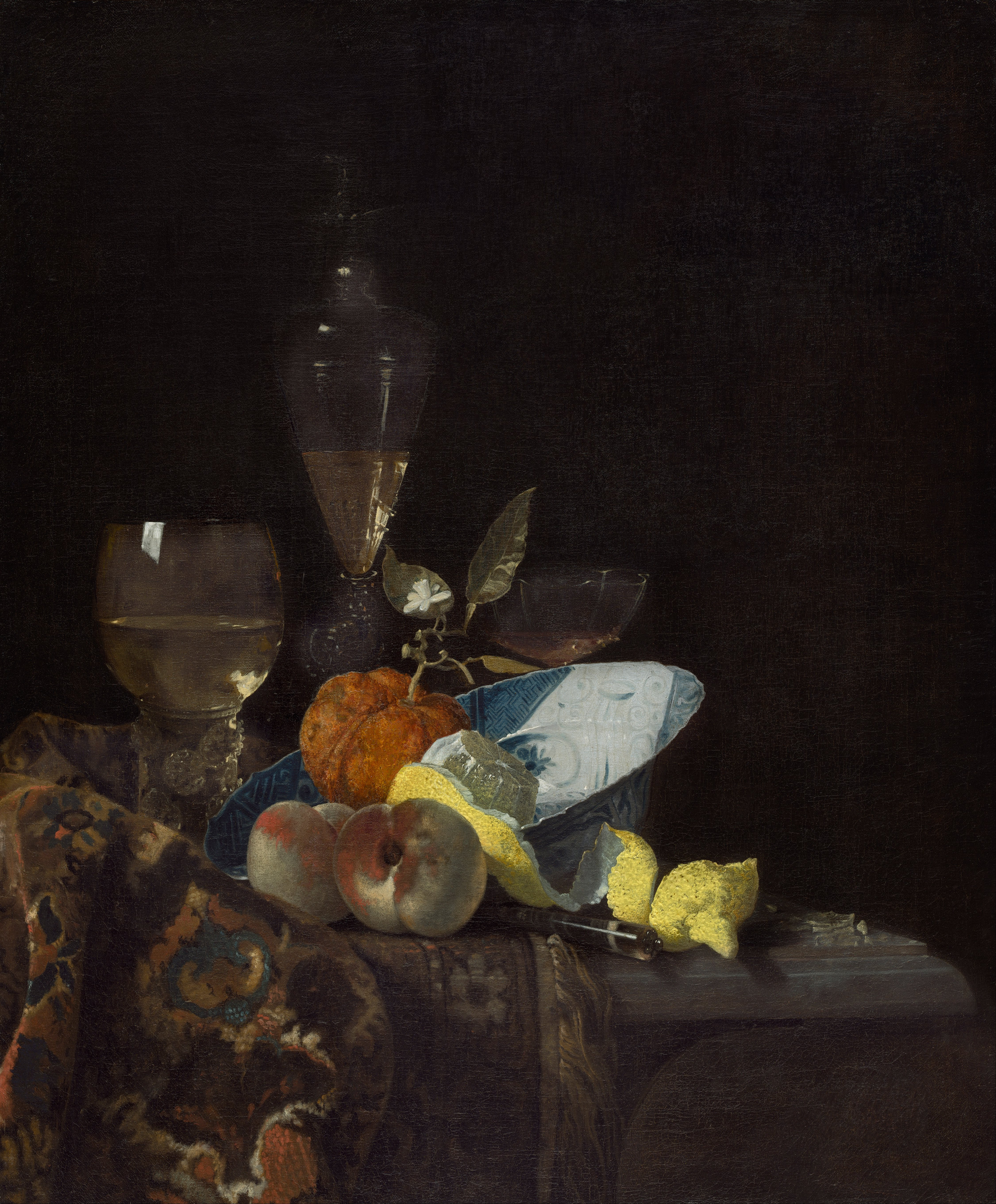
Nature morte (vers 1660), National Gallery of Art, Washington

## Style

### Période française (1638-1646)

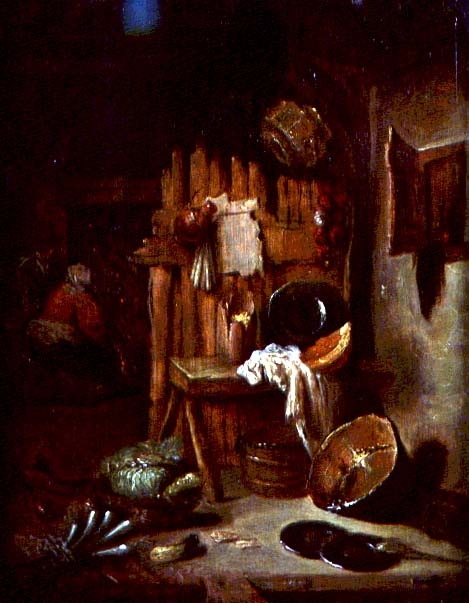
Intérieur de ferme, vers 1640-1645.

À Paris, il peint principalement des intérieurs rustiques de petits formats et des natures mortes. Ses intérieurs rustiques sont généralement dominés par des groupes de légumes, des seaux, des casseroles et des poêles, qu'il a disposés comme une nature morte au premier plan (par exemple Cuisine et Nature morte, Dresde, Gemäldegalerie Alte Meister).  Les peintures sont identifiées comme étant distinctement non néerlandaises en raison de certains légumes (ail et citrouille) et du matériau de la toile.
Les personnages n'apparaissaient généralement que dans l'obscurité floue de l'arrière-plan. Bien que peints à Paris, ces tableaux appartiennent à une tradition picturale pratiquée principalement en Flandre au début du XVIIe siècle, par des artistes tels que David Teniers le Jeune. La seule indication de l'origine française des peintures sont quelques objets que les représentants flamands du même genre n'auraient pas représentés dans leurs œuvres. Au cours des années 1640, Kalf développe davantage le genre des banketjes (« petites pièces de banquet ») en une nouvelle forme de nature morte somptueuse et ornée, connue sous le nom de pronkstilleven, représentant de riches entassements de récipients en or et en argent.

### Maturité

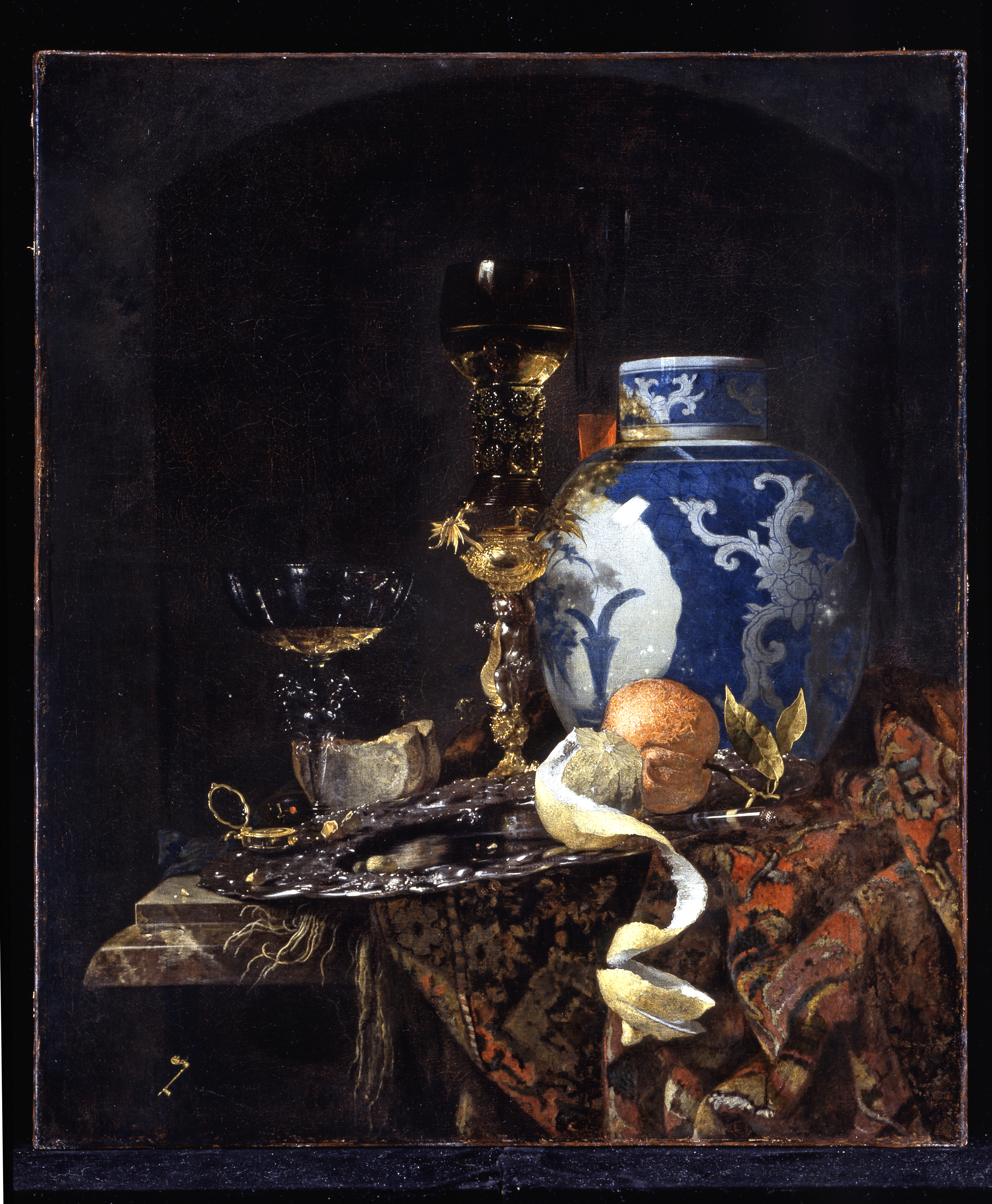
Nature morte avec un pot à gingembre Ming.

Dans ses œuvres ultérieures emblématiques peintes à Amsterdam, Kalf s'est concentré sur une série de natures mortes d'objets sélectionnés, souvent répétés, soigneusement placés sur un fond sombre. Généralement, un tissu damassé ou une tapisserie est drapé sur une table sur laquelle se trouve de la vaisselle, avec des récipients en or et en argent, dont beaucoup ont été identifiés comme étant le travail d'orfèvres spécifiques, tels que Johannes Lutma. Il y a presque toujours des gobelets de style vénitien et un bol en porcelaine chinoise de la période Wanli de la dynastie Ming, souvent incliné de manière que des agrumes à moitié épluchés en tombent. 
Ces tableaux où l'on dénote les influences flamandes, se composent d'articles de luxe tels qu'argenterie, porcelaine chinoise, tapis d'orient, verres précieux et denrées exotiques. Ils ne semblent pas avoir de portée symbolique, mais devaient à l'époque évoquer la richesse de la république hollandaise, la puissance de sa flotte et l'efficacité de son réseau marchand. Plutôt que de se concentrer sur les fromages hollandais et les produits de boulangerie, Kalf utilise des objets importés de diverses parties du monde pour plaire au public d'élite bourgeois qui a accumulé la richesse de la prospérité mercantile des Provinces-Unies. 
Comme beaucoup d'autres natures mortes de cette période, les objets fragiles et luxueux présentés dans ses peintures seraient classés comme éléments de vanité. Cependant, Gérard de Lairesse écrit que l'intention principale de Kalf est de créer un arrangement esthétique d'articles de luxe plutôt que d'instiller des messages moralisateurs ou des significations spécifiques,.  
Ces objets, dans les œuvres de sa maturité, sont disposés avec sobriété, contrastant avec l'exubérance des natures mortes flamandes. Sa peinture, une pâte nourrie, appliquée généreusement, modèle ces formes larges et parvient à rendre la sensation provoquée par les différentes textures. La qualité de ses œuvres le fait comparer à Johannes Vermeer (1632-1675) pour le velouté des rendus de matière.

### Influence et héritage
Houbraken écrit dans la biographie de Kalf que Hendrick Pot était son maître, mais peu d'éléments dans les premières œuvres de Kalf confirment une telle relation. L'artiste de Rotterdam Frans Rijckhals est nommé comme ayant eu une influence probable sur ses œuvres d'époque française en raison de similitudes de couleur et de style. Cornelis Saftleven est une autre figure qui aurait formé Willem Kalf à l'école flamande et influencé ses peintures d'intérieures, car les deux se sont peut-être connus à Rotterdam,. 
Ses intérieurs rustiques de sa période française ont eu une grande influence sur l'art français dans le cercle des frères Le Nain. Les natures mortes semi-monochromes que Kalf a créées à Paris s'inspirent des banketjes peintes par des artistes hollandais tels que Pieter Claesz, Willem Claeszoon Heda et d'autres dans les années 1630. Compte tenu du chevauchement de leur style de peinture d'intérieurs et de leur période de séjour à Paris, Sébastien Bourdon est également supposé avoir été influencé par Willem Kalf, mais pas l'inverse. 
On sait peu ou pas de choses sur ses pratiques d'atelier ainsi que sur ses élèves officiels, bien que des copies suggèrent qu'il a travaillé avec divers assistants au cours de ses dernières années à Amsterdam. La méthode de peinture des rehauts a souvent été comparée à celle de Johannes Vermeer, et certains suggèrent que ce dernier a été influencé par Willem Kalf. Juriaen van Streeck figure comme le meilleur parmi ceux dont on suppose fortement qu'ils ont été ses disciples.

## Postérité
De nombreuses galeries et musées ont présenté les œuvres de Willem Kalf dans des expositions et au sein du musée. Ses œuvres ont été proposé à plusieurs reprises aux enchères, avec des prix allant jusqu'à 2 775 000 $ US. Ce montant a été obtenu pour une nature morte dont le prix est estimé entre 2 000 000 et 4 000 000 $ US, vendu chez Christie's New York en 2019, intitulée Un réchaud, deux cantines de pèlerins, une aiguière en vermeil, une assiette et d'autres vaisselle sur une table partiellement drapée, l'une des 13 natures mortes connues de la période française de Kalf.

## Œuvres

### Tableaux peints en France
- Intérieur de cuisine (1642-1644), huile sur bois, 27 × 32 cm, Metropolitan Museum of Art, New York ;
- Ustensiles de cuisine (vers 1642-1646), couleur sur bois, 13 × 16 cm, Musée du Louvre, Paris ;
- Nature morte avec vases et fruits sur une table (1643), 73 × 58 cm, huile sur toile, Musée de Tessé,Le Mans ;
- Grande nature morte aux armes et armures (1643-1645), huile sur toile, 200 × 170 cm, Musée de Tessé, Le Mans ;
- Intérieur d'une ferme avec une femme à la baratte (vers 1645), huile sur toile, 31 × 23,5 cm, Musée Boijmans Van Beuningen, Rotterdam ;
- Nature morte à la gourde renversée (vers 1645), huile sur toile, 68 × 60 cm, Musée des beaux-arts, Rouen ;
- Intérieur d'une ferme avec un homme à genoux (1645), huile sur bois, 28,2 × 40 cm, Musée Boijmans Van Beuningen, Rotterdam ;
- Intérieur de cuisine (1646), huile sur bois, 27 × 32 cm, Musée Fabre, Montpellier ;
- Intérieur de cuisine, huile sur bois, 27,1 × 35,2 cm, Musée de Tessé, Le Mans

### Natures mortes d'Amsterdam
- Nature morte avec la corne à boire de la corporation des archers de Saint-Sébastien, un homard et des verres (vers 1653), huile sur toile, 86 × 102 cm, National Gallery, Londres
- Dessert avec haute coupe d'Augsbourg (1653-1654), huile sur toile, 105 × 87 cm, musée de l'Ermitage, Saint-Petersbourg
- Nature morte au gobelet en verre et au fruit (vers 1655), huile sur toile, 65 × 56 cm, Musées d'État de Berlin ;
- Nature morte à la cruche d'argent (1655-1657), huile sur toile, 73,8 × 65,2 cm, Rijksmuseum, Amsterdam ;
- Nature morte au bol d'argent, verres et fruit (1658), huile sur toile, 48,5 × 59 cm, Wallraf-Richartz Museum, Cologne ;
- Nature morte avec fruit, verre et bol de faïence (1659), huile sur toile, 58 × 51 cm, Metropolitan Museum of Art, New York ;
- Nature morte à la porcelaine et nautilus (1660), huile sur toile, 64 × 56 cm, Musée Thyssen-Bornemisza, Madrid
- Nature morte (vers 1660), huile sur toile, 64,4 × 53,8 cm, National Gallery of Art, Washington ;
- Nature morte à l'aquamanile, fruit et nautilus (vers 1660), huile sur toile, 111 × 84 cm, Musée Thyssen-Bornemisza, Madrid ;
- Nature morte au verre et au bol de porcelaine (1662), huile sur toile, 64 × 53 cm, Gemäldegalerie, Berlin[19] ;
- Nature morte au nautilus (1662), huile sur toile, 79 × 67 cm, Musée Thyssen-Bornemisza, Madrid ;
- Nature morte avec citron, orange et verre de vin (1663-1664), huile sur toile, 36,5 × 30,8 cm, Staatliche Kunsthalle Karlsruhe, Karlsruhe ;
- Nature morte au vase chinois (1669), huile sur toile, 77 × 66 cm, Musée d'art d'Indianapolis
- Nature morte au bol Holbein, coupe Nautilus, verre et compotier, (1678) SMK Copenhague